# Carignan

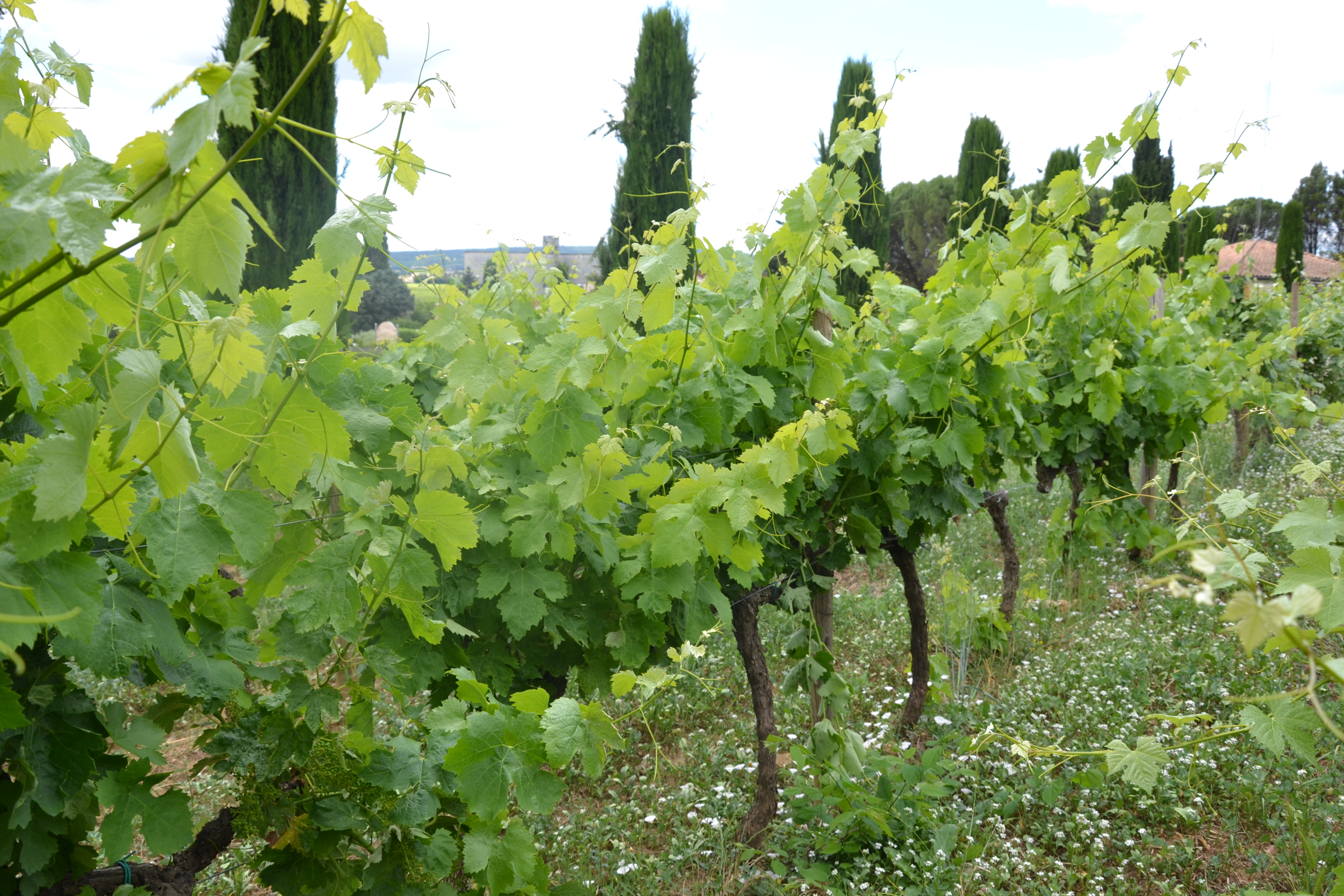
Carignan ültetvény

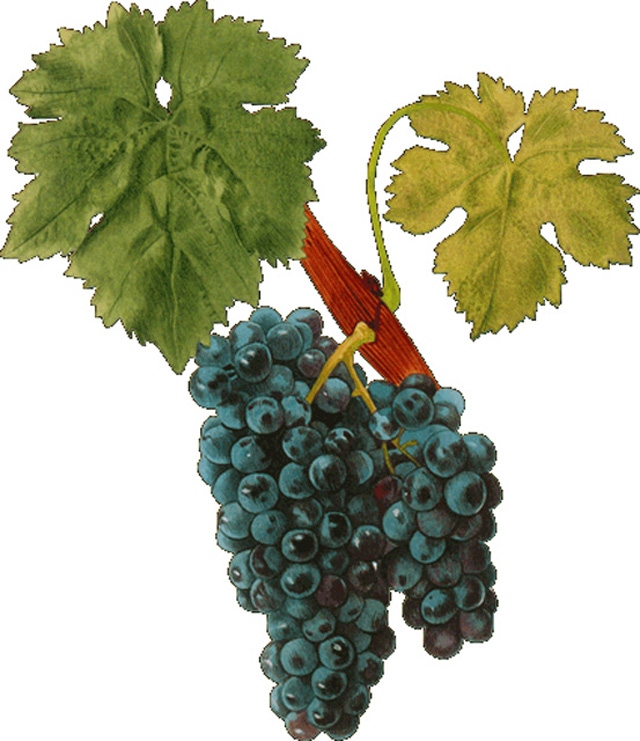
Carignan fürt (illusztráció)

A carignan egy vörösbort adó szőlőfajta. Spanyol neve cariñena (a Rioja borvidéken masuelo). Neve a spanyol Cariñena város nevét őrzi.

## Elterjedése
Franciaországban legnagyobb területen termesztett fajtája; különösen meghatározó az ország déli részein. A Mediterráneumban viszonylag sokat termelnek még Szardínián és Észak-Afrikában.
Kaliforniában carignane néven termelik és forgalmazzák.Az Újvilágban nagyobb területen terem még Chilében, Argentínában és Mexikóban.

## Jellemzése
Korán érő fajta. A gombás megbetegedésekre erősen hajlamos, ezért termesztése nem egyszerű; Dél-Franciaországban és a Rioja borvidéken is visszaszorulóban van.
Borában sok a sav, a tannin és a színanyag.

## Felhasználása
A fajta alapvető jellegzetessége az adsztringencia, azaz a szájat összehúzó savtartalom. Ezért főleg asztali bornak palackozzák, ennek ellenére ez a fajta adja Szardínia joggal híres, tartalmas és sima Carignano del Sulcis borát (a Szardínia borrégió Carignano del Sulcis borvidékén, a sziget délnyugati csücskében). A Languedoc borvidék (Franciaország) és a Priorat borvidék (Spanyolország) domboldalain termő, több évtizedes tőkék kiváló, mély ízű borokat adnak, bár nagyon keveset. Ezen a két borvidéken a carignan a legnagyobb területen termő fajta. Fajtaborként palackozva még Kaliforniában fordul elő.
Egyéb vidékeken a különböző házasításokban nyoma vész, a palackok címkéin ritkán szerepel. A tempranillo bort egy kis carignannal házasítva kiváló cuvée-t kapunk.